# Баранников, Алексей Петрович
Алексе́й Петро́вич Бара́нников (1890—1952) — советский филолог и индолог, основатель школы изучения современных индийских языков в СССР. Доктор филологических наук, профессор ЛГУ, академик Академии наук СССР (1939), директор Института востоковедения АН СССР (1938—1940).

## Биография
Родился в городе Золотоноша Полтавской губернии, в семье рабочего. Из-за материальной необеспеченности ему с большим трудом удалось окончить гимназию (экстерном) и историко-филологический факультет Киевского университета (1914). Благодаря своей трудоспособности и настойчивости, Баранников был оставлен при университете и посвятил себя научной деятельности. Он хорошо знал древние языки: латинский и греческий, но особенно интересовался санскритом и новыми индийскими языками. Учился у Фридриха Кнауэра (1849—1917) - в свою очередь ученика одного из признанных корифеев европейской индологии Л. фон Шрёдера
В 1916—1917 годах преподавал на высших курсах при Педагогической академии. С 1917 года — доцент, а с 1919 по 1921 годы — профессор Самарского университета. В 1921 году Баранников вернулся в Петроград и до 1921 года занимал должность учёного хранителя Русского музея. С 1921 по 1938 годы — профессор Ленинградского института живых восточных языков, с 1922 года и до конца жизни — профессор Ленинградского государственного университета.
В 1934 году Баранников поступил на работу в Институте востоковедения АН СССР — вначале как старший научный специалист, затем заведующий Новоиндийским кабинетом (1936—1938), директор (1938—1940) и впоследствии — заведующий сектором индийской филологии (1941—1950).
В 1935 году Баранников был удостоен степени кандидата филологических наук (без защиты диссертации), а в 1939 году был избран академиком Академии наук СССР.
Похоронен в Комарово. Надгробие на Комаровском кладбище входит в Культурно-историческое наследие Курортного района Санкт-Петербурга федерального уровня охраны, а в составе Комаровского Некрополя охраняется под эгидой ЮНЕСКО.

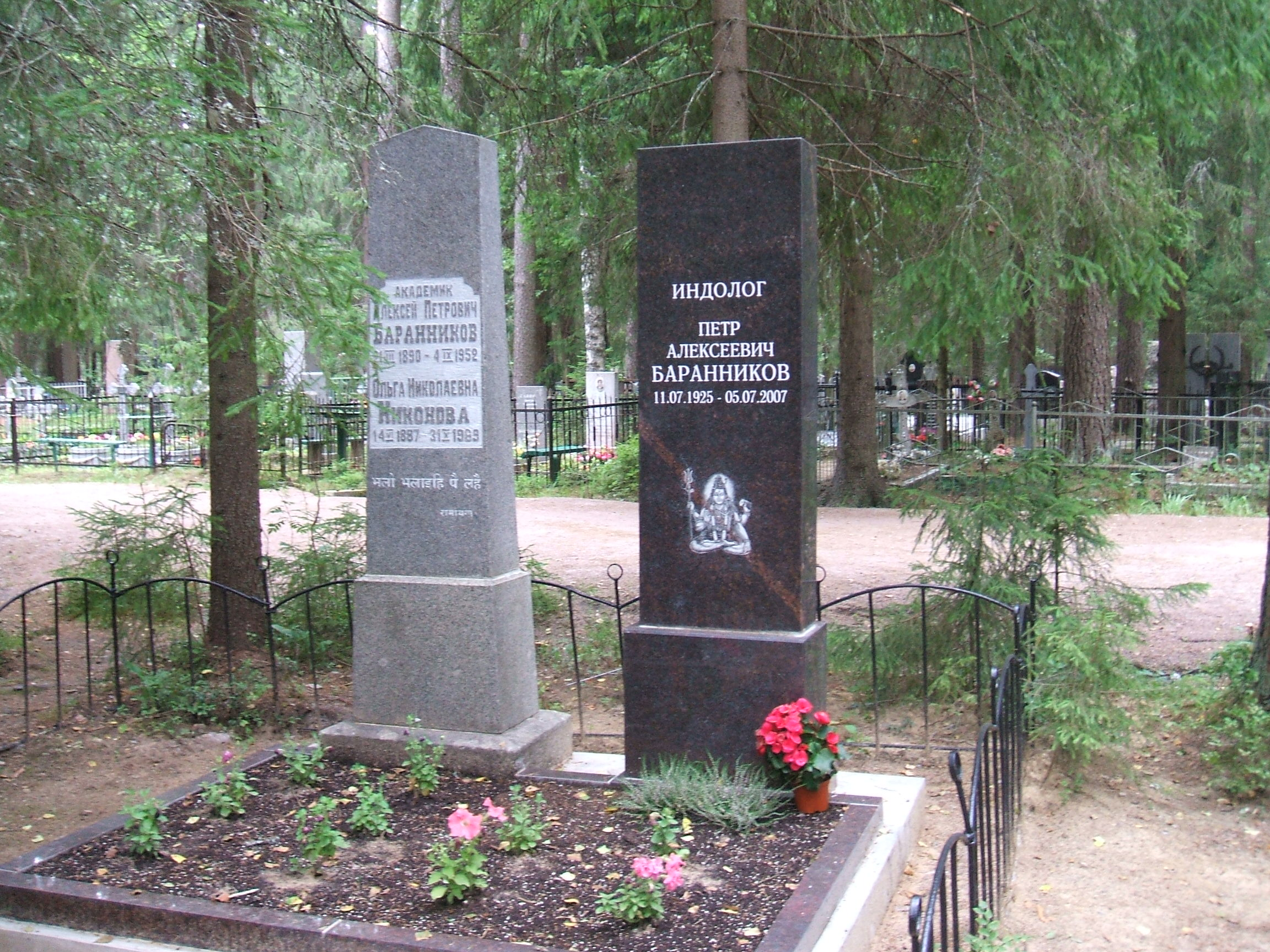
Могилы Баранниковых (Академик А. П. Баранников, индолог)
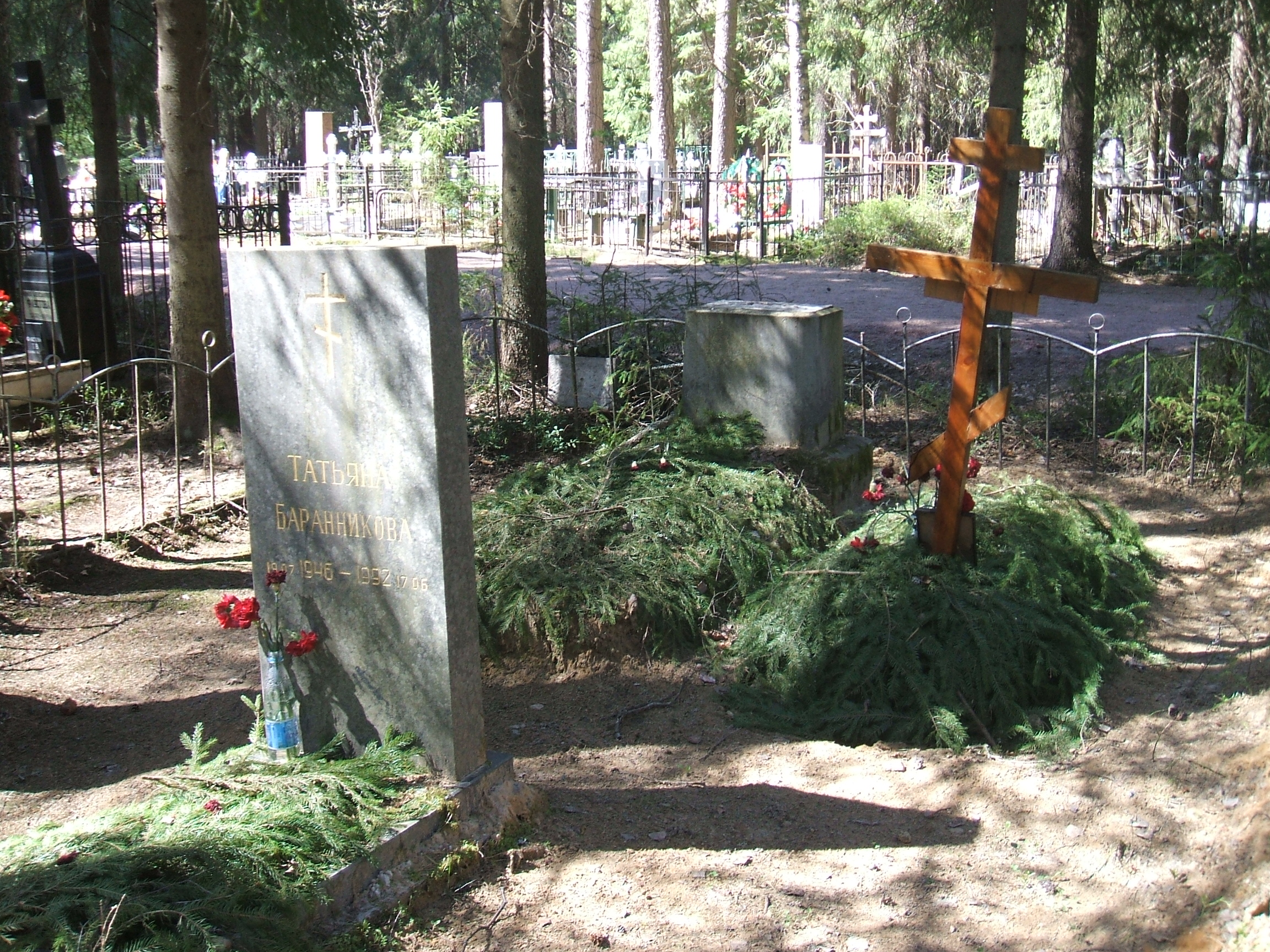
Баранниковы на Комаровском Некрополе. Отец А. П. Баранников, сын П. А. Баранников под крестом (2008 год)

### Семья
Был женат на лингвисте Ольге Николаевне Никоновой. Дети: индолог Пётр Баранников (1925—2007), ихтиолог Ирина Баранникова (1926—2017).

## Научная деятельность
До Октябрьской революции новоиндийские языки изучались в России лишь случайно или с узко практическими целями. Несколько большее внимание уделялось языку урду, одной из литературных форм хиндустани. В 1920-х годах Баранников выступил инициатором постановки научной разработки проблем новоиндийского языкознания и литературоведения.
Работая в 1930-х годах в ЛГУ и Институте востоковедения, развернул там большую научную и педагогическую работу, впервые в СССР организовав изучение таких новоиндийских языков, как урду, хинди, маратхи, бенгали и пенджаби.
Написал большое количество трудов по средневековых и современных языкам Индии, древнеиндийской литературы, а также по изучению языка, быта, фольклора и истории цыган. Автор ряда трудов по изучению тюремного жаргона.
В статье 1931 года «Цыганские элементы в русском воровском арго», вышедшей под эгидой Научно-исследовательского института речевой культуры, Баранников утверждал, что в криминальном жаргоне имеется более 200 цыганских элементов. В начале статьи помещён исторический экскурс, в котором утверждается, что мужчины из индийской касты дом занимались воровством, а женщины проституцией, «цыгане ещё в Индии были оторваны от сколько-нибудь стойкой трудовой базы», что не соответствует выводам исторической науки. Статья приводит антицыганские законы как следствие таборной преступности. Далее автор делает вывод о тотальной криминальности современных ему цыган. Если цыган не сидел в тюрьме, остальные якобы указывают на это как на «исключительную черту». Утверждается, что цыгане воспринимают тюремное заключение как «временное профессиональное заболевание, которое не может отбить охоты от увлекательного ремесла». Согласно Баранникову, русское воровское арго в значительной мере состоит из цыганских слов: «…из их среды выходит значительный процент преступников. Встречаясь в домах заключения с ворами — представителями других национальностей, цыгане преимущественно здесь могли передавать элементы своей лексики…». О цыганском фольклоре Баранников пишет: «Воровство и вытекающие из него последствия являются богатейшей и излюбленной темой цыганской песни. В огромном количестве песен… воровство рассматривается… как занятие весьма похвальное, проявление удали и молодечества, даже героизма, и отсутствие умения воровать цыганская песня рассматривает как крупный и постыдный недостаток». В доказательство учёным приводятся четыре песни, записанные им на Украине.

## Критика
Идея генетической или культурной обусловленности цыганской преступности рассматривается учёными как миф. Приведённые Баранниковым четыре цыганских украинских песни не зафиксированы другими исследователями, и само их существование сомнительно, поскольку сэрвы (украинские цыгане) почти не имеют собственно цыганского фольклора и поют украинские народные песни. В другой работе Баранников приводит ещё 17 песен, полученных от одного и того же неизвестного информатора, некой «цыганки из Льгова». Вопреки утверждению Баранникова об огромном количестве цыганских песен, воспевающих воровство, в русско-цыганском, кэлдэрарском и ловарском фольклоре процент песен, где упоминается кража, чрезвычайно мал (10 из 302, включённых в анализ), причём тема криминала в них чаще не главная, а побочная. Фольклор восхваляет не кражу, а мену лошадей. Часто герои песен именно покупают еду, одежду, украшения, повозки и предметы обихода. Большое число фольклорных текстов посвящёно тому, что злодеи отняли последнее у цыгана.
По мнению лингвиста В. В. Шаповала, связь русского воровского жаргона с цыганским языком является мифом, созданным в определённой исторической ситуации. Баранников приводит 113 слов и словосочетаний, из которых четверть не имеет отношения к цыганскому языку (латинизм «лярва», гебраизм «хавир», офенское «шурье» и др.). Остальные построения также являются фальсификацией: Баранников использовал словарь жаргона, изданный в 1927 году под руководством криминалиста Сергея Потапова, большая часть цыганских слов и фраз в котором, как было установлено, взята из цыганского языка, то есть к русскому жаргону отношения не имеет.

## Награды
- орден Ленина (10.06.1945)

## Основные работы
- Хиндустани (урду и хинди) (2 ч., 1934).
- The Ukrainian and South Russian Gypsy dialects, Leningrad, 1934.
- Перевод — «Прем Сагар» Лаллу джи Дала (1937).
- Перевод «Рамаяны» Тулсидаса (1948).
- Индийская филология. Литературоведение, М., 1959.
- Флексия и анализ в новоиндийских языках. «Уч. зап. ЛГУ. Серия востоковедческих наук», 1949, в. 1.